# NextEra
NextEra war ein tschechisches Musiklabel.
Die Firma wurde 1989 in Prag von Kristian Kotarac gegründet und ist auf Elektronische Musik speziell Ambient, Filmmusik und Sounddesign spezialisiert, vertreibt aber auch herkömmliche Tanzmusik.
Bekannte internationale Musiker und Sounddesigner wie Lustmord, Steve Roach oder Klaus Wiese sind unter Vertrag. Das Label ist die erste federführende tschechische Independent-Plattenfirma gewesen und hat in Sachen Ambient und Sounddesign Pionierarbeit geleistet. NextEra ist bislang die einzige rein tschechische Plattenfirma, die auch internationale Künstler vertritt und veröffentlicht.